# Medalhistas olímpicos do badminton

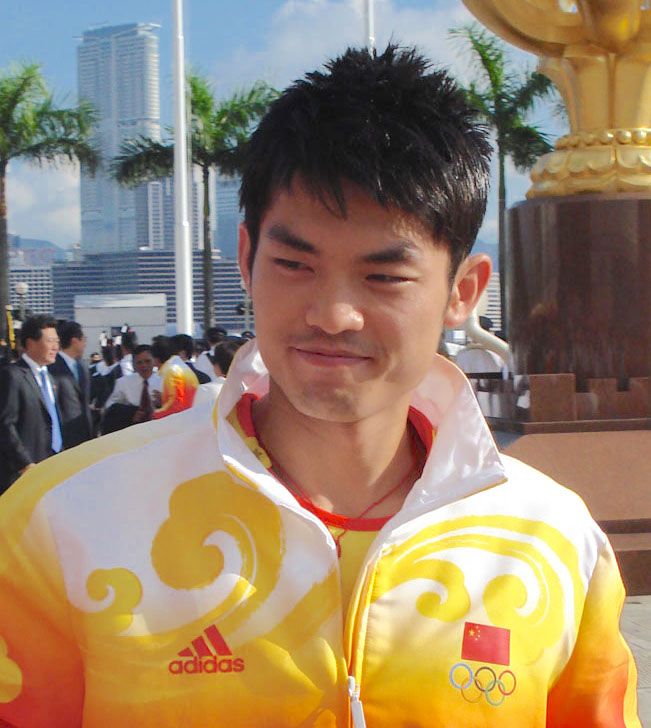
Lin Dan conquistou dois ouros consecutivos nas edições de 2008 e 2012.

O badminton é um dos esportes disputados nos Jogos Olímpicos de Verão. Ele foi praticado pela primeira vez na forma de esporte de demonstração nos Jogos Olímpicos de Verão de 1972, sendo posteriormente apresentado como um esporte de exibição na edição de 1988. As competições individuais e em duplas, tanto nos naipes masculino e feminino, começaram a ser praticadas oficialmente a partir dos Jogos Olímpicos de Verão de 1992, sendo que a categoria de duplas mistas foi inserida a partir de 1996.
Os rankings da Federação Mundial de Badminton (BWF) são utilizados para determinar os participantes qualificados para o torneio. Desde a edição de 2008, cada torneio de simples é composto por 38 competidores, e cada torneio de duplas por 16 pares. Todos os atletas ou duplas que estão entre os dezesseis melhores dos rankings da BWF são automaticamente classificados para a disputa dos jogos, embora cada Comitê Olímpico Nacional possa enviar menos de três atletas ou duplas para o campeonato. O top-64 então serve para qualificar o restante dos participantes, sendo que cada nação pode inserir apenas dois atletas/duplas desta porção da lista. Jogadores e pares que estiverem posicionados na 65ª colocação em diante só participam do evento caso sejam o competidor com a melhor colocação de seu país. A nação anfitriã, se ainda assim não tiver dois competidores qualificados, recebe do Comitê Olímpico Internacional (COI) a possibilidade de inscrever dois atletas individuais ou uma dupla. Tais regras utilizadas na competição são as mesmas dos torneios da BWF.
Gao Ling é o atleta com mais medalhas olímpicas em badminton de todos os tempos, com duas de ouro, uma de prata e uma de bronze. Ele é seguido por Kim Dong-moon (dois ouros e um bronze) e Gil Young-ah (uma de cada), ambos com três. Nos Jogos Olímpicos de 1992, Jalani e Razif Sidek se tornaram os primeiros atletas da Malásia a conquistarem uma medalha olímpica, desde a primeira participação da nação em 1964. Mia Audina conquistou sua primeira medalha de prata em 1996 ao representar a Indonésia, voltando a repetir o feito em 2004 como uma atleta dos Países Baixos. Nos Jogos Olímpicos de 2000, a China conquistou as três medalhas no torneio de duplas femininas, fato inédito na história olímpica do esporte. Além disso, a China é o país mais bem-sucedido na competição, conquistando 52 medalhas, seguida pela Indonésia e pela Coreia do Sul, com 22 medalhas cada.
| Tabela de conteúdo                     |
| -------------------------------------- |
| Simples Masculino • Feminino           |
| Duplas Masculinas • Femininas • Mistas |
| Estatísticas Ver também Referências    |

## Simples

### Masculino
| Evento                    | Ouro                                 | Prata                            | Bronze                                                              | Ref.   |
| ------------------------- | ------------------------------------ | -------------------------------- | ------------------------------------------------------------------- | ------ |
| Barcelona 1992 (detalhes) | Alan Budikusuma INA Indonésia        | Ardy Wiranata INA Indonésia      | Thomas Stuer-Lauridsen DEN Dinamarca Hermawan Susanto INA Indonésia | [ 11 ] |
| Atlanta 1996 (detalhes)   | Poul-Erik Høyer Larsen DEN Dinamarca | Dong Jiong CHN China             | Rashid Sidek MAS Malásia                                            | [ 12 ] |
| Sydney 2000 (detalhes)    | Ji Xinpeng CHN China                 | Hendrawan INA Indonésia          | Xia Xuanze CHN China                                                | [ 13 ] |
| Atenas 2004 (detalhes)    | Taufik Hidayat INA Indonésia         | Shon Seung-mo KOR Coreia do Sul  | Sony Dwi Kuncoro INA Indonésia                                      | [ 14 ] |
| Pequim 2008 (detalhes)    | Lin Dan CHN China                    | Lee Chong Wei MAS Malásia        | Chen Jin CHN China                                                  | [ 15 ] |
| Londres 2012 (detalhes)   | Lin Dan CHN China                    | Lee Chong Wei MAS Malásia        | Chen Long CHN China                                                 | [ 16 ] |
| Rio 2016 (detalhes)       | Chen Long CHN China                  | Lee Chong Wei MAS Malásia        | Viktor Axelsen DEN Dinamarca                                        | [ 17 ] |
| Tóquio 2020 (detalhes)    | Viktor Axelsen DEN Dinamarca         | Chen Long CHN China              | Anthony Sinisuka Ginting INA Indonésia                              | [ 18 ] |
| Paris 2024 (detalhes)     | Viktor Axelsen DEN Dinamarca         | Kunlavut Vitidsarn THA Tailândia | Lee Zii Jia MAS Malásia                                             | [ 19 ] |

### Feminino
| Evento                    | Ouro                            | Prata                           | Bronze                                     | Ref.   |
| ------------------------- | ------------------------------- | ------------------------------- | ------------------------------------------ | ------ |
| Barcelona 1992 (detalhes) | Susi Susanti INA Indonésia      | Bang Soo-hyun KOR Coreia do Sul | Huang Hua CHN China Tang Jiuhong CHN China | [ 20 ] |
| Atlanta 1996 (detalhes)   | Bang Soo-hyun KOR Coreia do Sul | Mia Audina INA Indonésia        | Susi Susanti INA Indonésia                 | [ 21 ] |
| Sydney 2000 (detalhes)    | Gong Zhichao CHN China          | Camilla Martin DEN Dinamarca    | Ye Zhaoying CHN China                      | [ 22 ] |
| Atenas 2004 (detalhes)    | Zhang Ning CHN China            | Mia Audina NED Países Baixos    | Zhou Mi CHN China                          | [ 23 ] |
| Pequim 2008 (detalhes)    | Zhang Ning CHN China            | Xie Xingfang CHN China          | Maria Kristin Yulianti INA Indonésia       | [ 24 ] |
| Londres 2012 (detalhes)   | Li Xuerui CHN China             | Wang Yihan CHN China            | Saina Nehwal IND Índia                     | [ 25 ] |
| Rio 2016 (detalhes)       | Carolina Marín ESP Espanha      | P.V. Sindhu IND Índia           | Nozomi Okuhara JPN Japão                   | [ 26 ] |
| Tóquio 2020 (detalhes)    | Chen Yufei CHN China            | Tai Tzu-ying TPE Taipé Chinês   | P. V. Sindhu IND Índia                     | [ 18 ] |
| Paris 2024 (detalhes)     | An Se-young KOR Coreia do Sul   | He Bingjiao CHN China           | Gregoria Mariska Tunjung INA Indonésia     | [ 19 ] |

## Duplas

### Masculinas
| Evento                    | Ouro                                         | Prata                                        | Bronze                                                               | Ref.   |
| ------------------------- | -------------------------------------------- | -------------------------------------------- | -------------------------------------------------------------------- | ------ |
| Barcelona 1992 (detalhes) | Kim Moon-soo Park Joo-bong KOR Coreia do Sul | Rudy Gunawan Eddy Hartono INA Indonésia      | Li Yongbo Tian Bingyi CHN China Jalani Sidek Razif Sidek MAS Malásia | [ 27 ] |
| Atlanta 1996 (detalhes)   | Rexy Mainaky Ricky Subagja INA Indonésia     | Cheah Soon Kit Yap Kim Hock MAS Malásia      | Antonius Ariantho Denny Kantono INA Indonésia                        | [ 28 ] |
| Sydney 2000 (detalhes)    | Tony Gunawan Candra Wijaya INA Indonésia     | Lee Dong-soo Yoo Yong-sung KOR Coreia do Sul | Ha Tae-kwon Kim Dong-moon KOR Coreia do Sul                          | [ 29 ] |
| Atenas 2004 (detalhes)    | Ha Tae-kwon Kim Dong-moon KOR Coreia do Sul  | Lee Dong-soo Yoo Yong-sung KOR Coreia do Sul | Eng Hian Flandy Limpele INA Indonésia                                | [ 30 ] |
| Pequim 2008 (detalhes)    | Markis Kido Hendra Setiawan INA Indonésia    | Cai Yun Fu Haifeng CHN China                 | Hwang Ji-man Lee Jae-jin KOR Coreia do Sul                           | [ 31 ] |
| Londres 2012 (detalhes)   | Cai Yun Fu Haifeng CHN China                 | Mathias Boe Carsten Mogensen DEN Dinamarca   | Jung Jae-sung Lee Yong-dae KOR Coreia do Sul                         | [ 32 ] |
| Rio 2016 (detalhes)       | Fu Haifeng Zhang Nan CHN China               | Goh V Shem Tan Wee Kiong MAS Malásia         | Chris Langridge Marcus Ellis GBR Grã-Bretanha                        | [ 33 ] |
| Tóquio 2020 (detalhes)    | Lee Yang Wang Chi-lin TPE Taipé Chinês       | Li Junhui Liu Yuchen CHN China               | Aaron Chia Soh Wooi Yik MAS Malásia                                  | [ 18 ] |
| Paris 2024 (detalhes)     | Lee Yang Wang Chi-lin TPE Taipé Chinês       | Liang Weikeng Wang Chang CHN China           | Aaron Chia Soh Wooi Yik MAS Malásia                                  | [ 19 ] |

### Femininas
| Evento                    | Ouro                                             | Prata                                                 | Bronze                                                                    | Ref.   |
| ------------------------- | ------------------------------------------------ | ----------------------------------------------------- | ------------------------------------------------------------------------- | ------ |
| Barcelona 1992 (detalhes) | Chung So-young Hwang Hye-young KOR Coreia do Sul | Guan Weizhen Nong Qunhua CHN China                    | Gil Young-ah Shim Eun-jung KOR Coreia do Sul Lin Yanfen Yao Fen CHN China | [ 34 ] |
| Atlanta 1996 (detalhes)   | Ge Fei Gu Jun CHN China                          | Gil Young-ah Jang Hye-ock KOR Coreia do Sul           | Qin Yiyuan Tang Yongshu CHN China                                         | [ 35 ] |
| Sydney 2000 (detalhes)    | Ge Fei Gu Jun CHN China                          | Huang Nanyan Yang Wei CHN China                       | Gao Ling Qin Yiyuan CHN China                                             | [ 36 ] |
| Atenas 2004 (detalhes)    | Yang Wei Zhang Jiewen CHN China                  | Gao Ling Huang Sui CHN China                          | Lee Kyung-won Ra Kyung-min KOR Coreia do Sul                              | [ 37 ] |
| Pequim 2008 (detalhes)    | Du Jing Yu Yang CHN China                        | Lee Hyo-jung Lee Kyung-won KOR Coreia do Sul          | Wei Yili Zhang Yawen CHN China                                            | [ 38 ] |
| Londres 2012 (detalhes)   | Tian Qing Zhao Yunlei CHN China                  | Mizuki Fujii Reika Kakiiwa JPN Japão                  | Valeria Sorokina Nina Vislova RUS Rússia                                  | [ 39 ] |
| Rio 2016 (detalhes)       | Misaki Matsutomo Ayaka Takahashi JPN Japão       | Christinna Pedersen Kamilla Rytter Juhl DEN Dinamarca | Jung Kyung-eun Shin Seung-chan KOR Coreia do Sul                          | [ 40 ] |
| Tóquio 2020 (detalhes)    | Greysia Polii Apriyani Rahayu INA Indonésia      | Chen Qingchen Jia Yifan CHN China                     | Kim So-yeong Kong Hee-yong KOR Coreia do Sul                              | [ 18 ] |
| Paris 2024 (detalhes)     | Chen Qingchen Jia Yifan CHN China                | Liu Shengshu Tan Ning CHN China                       | Nami Matsuyama Chiharu Shida JPN Japão                                    | [ 19 ] |

### Mistas

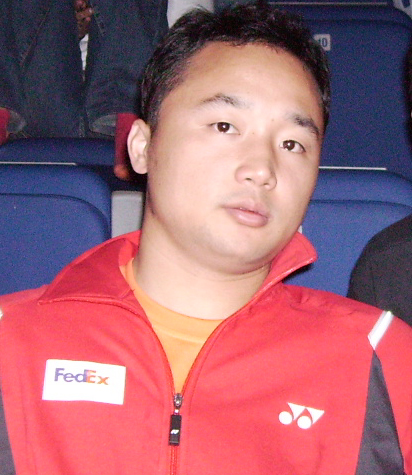
Zhang Jun, bicampeão olímpico na duplas mistas.

| Evento                  | Ouro                                         | Prata                                        | Bronze                                                    | Ref.   |
| ----------------------- | -------------------------------------------- | -------------------------------------------- | --------------------------------------------------------- | ------ |
| Atlanta 1996 (detalhes) | Gil Young-ah Kim Dong-moon KOR Coreia do Sul | Park Joo-bong Ra Kyung-min KOR Coreia do Sul | Liu Jianjun Sun Man CHN China                             | [ 41 ] |
| Sydney 2000 (detalhes)  | Gao Ling Zhang Jun CHN China                 | Tri Kusharjanto Minarti Timur INA Indonésia  | Simon Archer Joanne Goode GBR Grã-Bretanha                | [ 42 ] |
| Atenas 2004 (detalhes)  | Gao Ling Zhang Jun CHN China                 | Gail Emms Nathan Robertson GBR Grã-Bretanha  | Jens Eriksen Mette Schjoldager DEN Dinamarca              | [ 43 ] |
| Pequim 2008 (detalhes)  | Lee Hyo-jung Lee Yong-dae KOR Coreia do Sul  | Lilyana Natsir Nova Widianto INA Indonésia   | He Hanbin Yu Yang CHN China                               | [ 44 ] |
| Londres 2012 (detalhes) | Zhang Nan Zhao Yunlei CHN China              | Xu Chen Ma Jin CHN China                     | Joachim Fischer Nielsen Christinna Pedersen DEN Dinamarca | [ 45 ] |
| Rio 2016 (detalhes)     | Tontowi Ahmad Liliyana Natsir INA Indonésia  | Chan Peng Soon Goh Liu Ying MAS Malásia      | Zhang Nan Zhao Yunlei CHN China                           | [ 46 ] |
| Tóquio 2020 (detalhes)  | Wang Yilyu Huang Dongping CHN China          | Zheng Siwei Huang Yaqiong CHN China          | Yuta Watanabe Arisa Higashino JPN Japão                   | [ 18 ] |
| Paris 2024 (detalhes)   | Zheng Siwei Huang Yaqiong CHN China          | Kim Won-ho Jeong Na-eun KOR Coreia do Sul    | Yuta Watanabe Arisa Higashino JPN Japão                   | [ 19 ] |

## Estatísticas

### Medalhas individuais
| Atleta              | Nação                           | Edição(ões) | Ouro | Prata | Bronze | Total |
| ------------------- | ------------------------------- | ----------- | ---- | ----- | ------ | ----- |
| Gao Ling            | CHN China                       | 2000–2008   | 2    | 1     | 1      | 4     |
| Fu Haifeng          | CHN China                       | 2008–2016   | 2    | 1     | 0      | 3     |
| Kim Dong-moon       | KOR Coreia do Sul               | 1996–2004   | 2    | 0     | 1      | 3     |
| Zhang Nan           | CHN China                       | 2012–2016   | 2    | 0     | 1      | 3     |
| Zhao Yunlei         | CHN China                       | 2012–2016   | 2    | 0     | 1      | 3     |
| Viktor Axelsen      | DEN Dinamarca                   | 2016–2024   | 2    | 0     | 1      | 3     |
| Ge Fei              | CHN China                       | 1996–2000   | 2    | 0     | 0      | 2     |
| Gu Jun              | CHN China                       | 1996–2000   | 2    | 0     | 0      | 2     |
| Zhang Jun           | CHN China                       | 2000–2004   | 2    | 0     | 0      | 2     |
| Zhang Ning          | CHN China                       | 2004–2008   | 2    | 0     | 0      | 2     |
| Lin Dan             | CHN China                       | 2008–2012   | 2    | 0     | 0      | 2     |
| Lee Yang            | TPE Taipé Chinês                | 2020–2024   | 2    | 0     | 0      | 2     |
| Wang Chi-lin        | TPE Taipé Chinês                | 2020–2024   | 2    | 0     | 0      | 2     |
| Gil Young-ah        | KOR Coreia do Sul               | 1992–1996   | 1    | 1     | 1      | 3     |
| Chen Long           | CHN China                       | 2012–2020   | 1    | 1     | 1      | 3     |
| Bang Soo-hyun       | KOR Coreia do Sul               | 1992–1996   | 1    | 1     | 0      | 2     |
| Park Joo-bong       | KOR Coreia do Sul               | 1992–1996   | 1    | 1     | 0      | 2     |
| Yang Wei            | CHN China                       | 2000–2004   | 1    | 1     | 0      | 2     |
| Lee Hyo-jung        | KOR Coreia do Sul               | 2008        | 1    | 1     | 0      | 2     |
| Cai Yun             | CHN China                       | 2008–2012   | 1    | 1     | 0      | 2     |
| Lilyana Natsir      | INA Indonésia                   | 2008–2016   | 1    | 1     | 0      | 2     |
| Chen Qingchen       | CHN China                       | 2020–2024   | 1    | 1     | 0      | 2     |
| Huang Yaqiong       | CHN China                       | 2020–2024   | 1    | 1     | 0      | 2     |
| Jia Yifan           | CHN China                       | 2020–2024   | 1    | 1     | 0      | 2     |
| Zheng Siwei         | CHN China                       | 2020–2024   | 1    | 1     | 0      | 2     |
| Susi Susanti        | INA Indonésia                   | 1992–1996   | 1    | 0     | 1      | 2     |
| Ha Tae-kwon         | KOR Coreia do Sul               | 2000–2004   | 1    | 0     | 1      | 2     |
| Lee Yong-dae        | KOR Coreia do Sul               | 2008–2012   | 1    | 0     | 1      | 2     |
| Yu Yang             | CHN China                       | 2008        | 1    | 0     | 1      | 2     |
| Lee Chong Wei       | MAS Malásia                     | 2008–2016   | 0    | 3     | 0      | 3     |
| Mia Audina          | INA Indonésia NED Países Baixos | 1996–2004   | 0    | 2     | 0      | 2     |
| Lee Dong-soo        | KOR Coreia do Sul               | 2000–2004   | 0    | 2     | 0      | 2     |
| Yoo Yong-sung       | KOR Coreia do Sul               | 2000–2004   | 0    | 2     | 0      | 2     |
| Ra Kyung-min        | KOR Coreia do Sul               | 1996–2004   | 0    | 1     | 1      | 2     |
| Lee Kyung-won       | KOR Coreia do Sul               | 2004–2008   | 0    | 1     | 1      | 2     |
| Christinna Pedersen | DEN Dinamarca                   | 2012–2016   | 0    | 1     | 1      | 2     |
| P.V. Sindhu         | IND Índia                       | 2016–2024   | 0    | 1     | 1      | 2     |
| Qin Yiyuan          | CHN China                       | 1996–2000   | 0    | 0     | 2      | 2     |
| Arisa Higashino     | JPN Japão                       | 2020–2024   | 0    | 0     | 2      | 2     |
| Yuta Watanabe       | JPN Japão                       | 2020–2024   | 0    | 0     | 2      | 2     |
| Aaron Chia          | MAS Malásia                     | 2020–2024   | 0    | 0     | 2      | 2     |
| Soh Wooi Yik        | MAS Malásia                     | 2020–2024   | 0    | 0     | 2      | 2     |

### Medalhas por edição
| Nação             | 76–88 | 92 | 96 | 00 | 04 | 08 | 12 | 16 | 20 | 24 | Total |
| ----------------- | ----- | -- | -- | -- | -- | -- | -- | -- | -- | -- | ----- |
| CHN China         |       | 5  | 4  | 8  | 5  | 8  | 8  | 3  | 6  | 5  | 52    |
| INA Indonésia     |       | 5  | 4  | 3  | 3  | 3  | –  | 1  | 2  | 1  | 22    |
| KOR Coreia do Sul |       | 4  | 4  | 2  | 4  | 3  | 1  | 1  | 1  | 2  | 22    |
| MAS Malásia       |       | 1  | 2  | –  | –  | 1  | 1  | 3  | 1  | 2  | 11    |
| DEN Dinamarca     |       | 1  | 1  | 1  | 1  | –  | 2  | 2  | 1  | 1  | 10    |
| JPN Japão         |       | –  | –  | –  | –  | –  | 1  | 2  | 1  | 2  | 6     |
| GBR Grã-Bretanha  |       | –  | –  | 1  | 1  | –  | –  | 1  | –  | –  | 3     |
| IND Índia         |       | –  | –  | –  | –  | –  | 1  | 1  | 1  | –  | 3     |
| TPE Taipé Chinês  |       | –  | –  | –  | –  | –  | –  | –  | 2  | 1  | 3     |
| NED Países Baixos |       | –  | –  | –  | 1  | –  | –  | –  | –  | –  | 1     |
| RUS Rússia        |       | –  | –  | –  | –  | –  | 1  | –  | –  | –  | 1     |
| ESP Espanha       |       | –  | –  | –  | –  | –  | –  | 1  | –  | –  | 1     |
| THA Tailândia     |       | –  | –  | –  | –  | –  | –  | –  | –  | 1  | 1     |